# خدای عزیز (ترانه ایکس‌تی‌سی)
«خدای عزیز» (به انگلیسی: Dear God) ترانه‌ای از گروه راک انگلیسی ایکس‌تی‌سی است که اولین بار در سال ۱۹۸۶ به‌عنوان بی‌ساید تک‌آهنگ «علف» منتشر شد. «خدای عزیز» ابتدا به‌دلیل ملاحظات شرکت پخش‌کننده حتی در یک آلبوم هم گنجانده نشد اما همه چیز-از ویدئویش گرفته تا حادثه‌ای که طی آن دانش‌آموزی یکی از کارکنان دبیرستانش را گروگان گرفت و مسئولان مدرسه را مجبور کرد ترانه را از سیستم صوتی پخش کنند- دست به دست هم داد تا این قطعه به یکی از شناخته‌شده‌ترین آهنگ‌های مربوط به الحاد تبدیل شود.

## محتوا
اندی پارتریج (گیتاریست ایکس‌تی‌سی) «خدای عزیز» را با الهام از مجموعه کتابی با همین نام نوشت که نامه‌های کودکان به خدا در آن‌ها منتشر می‌شد و به نظر او حرکتی سودجویانه بود. ترانه که در قالب نامه‌ای به خدا نوشته شده‌است با اشاره به درد و رنج‌های بشر روی کرهٔ زمین، وجود خدا را زیر سؤال می‌برد. در بخشی از ترانه پارتریج با لحنی طعنه‌آمیز می‌گوید: «"نمی‌دونم تابه‌حال متوجهش شدی یا نه / اما اسم تو روی تعداد زیادی از نقل‌قول‌های این کتاب وجود داره / ما آدمای احمق اونارو نوشتیم / حتماً یه نگاهی بهش بنداز».

## پیامدها
این ترانه ابتدا به صورت محدود و فقط در قالب تک‌آهنگ بریتانیایی منتشر شد که تا حدی توجه‌ها را به‌خود جلب کرد، اما زمانی که در ایالات متحدهٔ آمریکا منتشر شد آشوب به‌پا کرد. شنوندگان خشمگین، از لس آنجلس تا هیوستون و نَشویل با ایستگاه‌های رادیویی پخش موسیقی تماس می‌گرفتند و حتی یکی از رادیوها در پاناما سیتی فلوریدا به بُمب‌گذاری تهدید شد. به گفتهٔ جان برودی از گفن رکوردز «بیشتر دی‌جی‌ها می‌ترسیدند این ترانه را از رادیوی‌شان پخش کنند».
اندی پاتریج، از هیاهوی به‌پا شده غافلگیر شد چون این موضوع را خیلی پیش پا افتاده تلقی می‌کرد و حتی فکر می‌کرد متن ترانه به‌اندازهٔ کافی گزنده نشده‌است. او در مصاحبه‌ای در این‌باره گفت: «خیلی خوب است اگر بتوانید بدون ایجاد جهنم برای دیگران برای خودتان بهشت درست کنید. سعی کنید بهشت را برای افراد دیگری هم ایجاد کنید، اما جهنم را نه، چون این کار کمتر از حیوانیت است».
پس از این اتفاقات، گفن رکوردز که پخش آلبوم Skylarking در آمریکا را به عهده داشت، با افزودن «خدای عزیز» به آلبوم آن را دوباره منتشر کرد و در نتیجه طی شش ماه، آلبوم سه برابر همهٔ کارهای قبلی ایکس‌تی‌سی در ایالات متحده فروش کرد.
در ۴ مه ۱۹۸۹ یکی از دانش‌آموزان دبیرستان بینگهمتون نیویورک در حالی که چاقویی به‌همراه داشت، با تهدید مسئولان مدرسه را وادار کرد «خدای عزیز» را از بلندگوهای مدرسه پخش کنند. این ماجرا حدود ۶ دقیقه طول کشید و طی آن به کسی آسیبی نرسید.
در سال ۲۰۱۱ یک معلم اهل انتاریو پس از آن‌که ترانهٔ «خدای عزیز» را برای دانش‌آموزان کلاسش پخش کرد و از آن‌ها خواست شعر آن را تحلیل کنند، با شکایت یکی از والدین و توسط مسئولان مدرسه از کار معلق شد.

## موقعیت در چارت‌های موسیقی
| چارت (۱۹۸۷)                          | بالاترین جایگاه |
| ------------------------------------ | --------------- |
| جدول تک‌آهنگ‌های بریتانیا              | ۹۹              |
| ایالات متحده (مین‌استریم راک بیلبورد) | ۳۷              |